# 網目寶螺
網目寶螺（学名：Cypraea scurra）为寶螺科寶螺屬下的一个种。